# Робок, Шона
Шона Робок (англ. Shauna Rohbock, 4 апреля 1977, Орем, Юта) — американская бобслеистка, пилот, выступающая за сборную США с 2000 года. Серебряная призёрша Турина, обладательница нескольких медалей чемпионатов мира.

## Биография
Шона Робок родилась 4 апреля 1977 года в городе Орем, штат Юта, там провела детство, окончила старшие классы школы и Университет Бригама Янга. С юных лет увлеклась спортом, бегала на короткие дистанции, играла за университетскую команду по футболу, установив за 90 проведённых игр рекорд местного значения: 95 голов и 368 ударов в створ ворот — Национальная ассоциация студенческого спорта в списке лучших бомбардиров всех времён поместила её на шестое место. Уже в 1999 году Робок решила попробовать себя в бобслее, однако из-за высокой конкуренции в сборной не могла пробиться в главную команду страны и не принимала участие в ключевых соревнованиях. В 2003 году играла на профессиональном уровне за женский футбольный клуб «Сан-Диего Спирит», но спустя один сезон вновь сконцентрировалась на бобслее.
Практически все спортивные успехи Робок связаны с разгоняющей партнёршей Валери Флеминг, вместе они завоевали бронзовую медаль на чемпионате мира 2005 года в Калгари, а в 2006-м поехали защищать честь страны на Олимпийские игры в Турин, где взяли серебро. В 2007 году их медальная копилка пополнилась ещё одной бронзой, выигранной на мировом первенстве в швейцарском Санкт-Морице. В 2009 году некоторое время её партнёршей была Элана Мэйерс, в таком составе девушки удостоились серебряной награды чемпионата мира в Лейк-Плэсиде, кроме того, Робок получила бронзу за участие в состязаниях смешанных команд.
Вместе с разгоняющей Мишель Жепкой ездила на Олимпийские игры в Ванкувер, но в итоге они смогли добраться лишь до шестой позиции. На чемпионате мира 2011 года в Кёнигсзее пополнила послужной список ещё одним серебром. В общей сложности Шона Робок 21 раз занимала призовые места на различных этапах Кубка мира, в том числе четырежды приезжала первой.
В обычной жизни является военнослужащей армии США, имеет звание специалиста и состоит в рядах Национальной гвардии.